# Rio Drajna
O Rio Drajna é um rio da Romênia, afluente do Teleajen, localizado no distrito de Prahova.